# Charlotte Ayanna
Charlotte Ayanna, właśc. Charlotte Lopez (ur. 25 września 1976 w San Juan, Portoryko) – amerykańska aktorka.

## Życiorys
W 1993 roku została laureatką tytułu Miss Teen USA.
Za rolę Claire Harrison w filmie Petera Sehra Trudna miłość (Love the Hard Way, 2001) przyznano jej nagrodę dla najlepszej aktorki podczas Valenciennes International Festival of Action and Adventure Films w 2002 r.

## Filmografia
- 1999: Furia: Carrie 2 (The Rage: Carrie 2) jako Tracy Campbell
- 2001: Trudna miłość (Love the Hard Way) jako Claire
- 2001: Kate i Leopold (Kate & Leopold) jako Patrice
- 2002: Spun jako Amy
- 2004: Ekipa (Entourage) jako Joanne (serial TV, sezon 1, odc, 4)
- 2006: Mroczna fascynacja (The Insatiable) jako Tatiana
- 2010: Rain from Stars jako Nora
- 2012: Christmas in Compton jako Ginger